# Giovanni Giacomo Millo
Giovanni Giacomo Millo (ur. 16 czerwca 1695 w Casale Monferrato, zm. 16 listopada 1757 w Rzymie) – włoski kardynał.

## Życiorys
Urodził się 16 czerwca 1695 roku w Casale Monferrato, jako syn Francesca Bartolomea Milly i jego drugiej żony Ottavii Civalieri. Studiował na Accademia de’ Pizzardoni, a następnie na Papieskiej Akademii Kościelnej. Po przyjęciu święceń kapłańskich został wikariuszem generalnym diecezji Ankona, z nominacji biskupa Prospera Lambertiniego. Gdy Lambertini został papieżem, mianował Millę referendarzem Najwyższego Trybunału Sygnatury Apostolskiej, a w 1743 roku – datariuszem apostolskim. 26 listopada 1753 roku został kreowany kardynałem prezbiterem i otrzymał kościół tytularny San Crisogono. Trzy lata później został mianowany prefektem Kongregacji Soborowej. Zmarł 16 listopada 1757 roku w Rzymie.